# Prosper Poswick
Prosper Poswick, Barón Poswick  (* 5. September 1906 auf dem Château de Bonne-Espérance de Tihange in der Provinz Lüttich; † 1992) war ein belgischer Botschafter.

## Leben
Prosper Poswick war der Sohn von Marianne de Vaulx de Champion und Ferdinand Poswick.
Von 1953 bis 1957 war Poswick Botschafter in Luxemburg und von 1957 bis 1968 beim Heiligen Stuhl, dabei ab 1961 Doyen des diplomatischen Corps.
Von 1968 bis 1972 war er Botschafter bei Francisco Franco in Madrid.